# Syndicus der Hansestadt Lübeck
Syndicus der Hansestadt Lübeck (auch historisch als Stadtsyndicus oder Ratssyndicus bezeichnet) waren die Syndici, die als Rechtsgelehrte und später als Juristen den Rat der Stadt und später dann den Senat der Hansestadt Lübeck berieten, für ihn Aufträge und Gesandtschaften ausführten sowie Dienststellen leiteten.

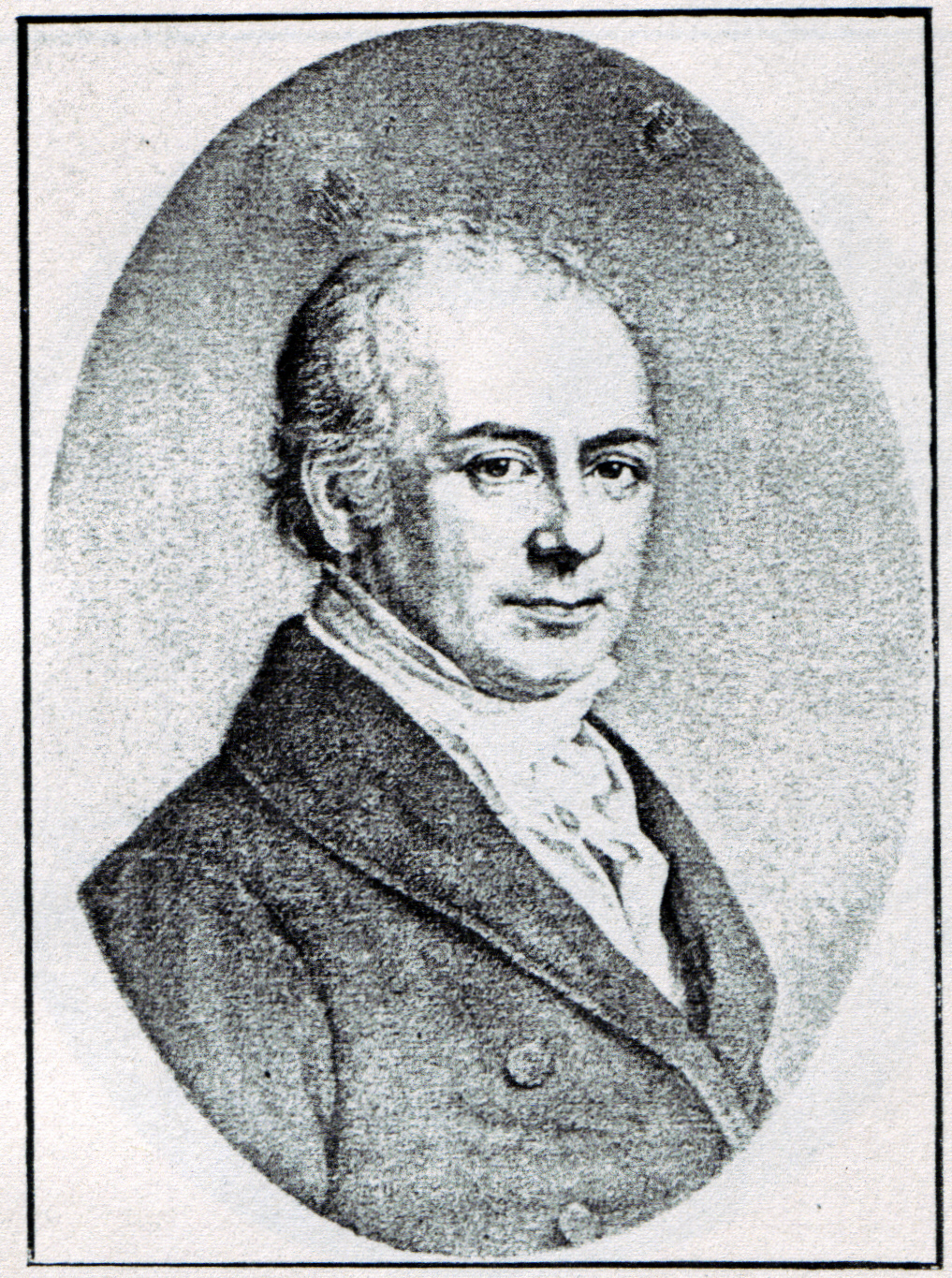
Anton Diedrich Gütschow, Syndicus von Lübeck (1802–1833)

## Funktion
Der Lübecker Syndicus war als Jurist der ständige Rechtsberater von Stadt und Rat. Die Syndici hatten im Gegensatz zu den Ratssekretären in Lübeck Sitz und Stimme im Rat. Im protokollarischen Rang standen sie zwischen den Bürgermeistern und noch vor den anderen Ratsherren/Senatoren. Sie durften aber bei den Ratswahlen (Ratssetzung) nicht mitstimmen. Wie die übrigen Ratsmitglieder hatten sie bis zur Einführung der Gewaltenteilung richterliche Aufgaben im Oberhof Lübeck wie auch im Obergericht und verwaltende in der Kanzlei des Rats bzw. später des Senats.

## Geschichte

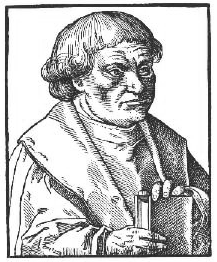
Albert Krantz wurde 1493 Syndicus der Städte Hamburg und Lübeck

Das Amt Syndicus ist in Lübeck seit dem Beginn des 14. Jahrhunderts überliefert. Ursprünglich war der Syndicus der einzige Rechtsgelehrte im Senat. Bereits 1486 gab es in Lübeck einen zweiten Syndicus, ab 1559 mehr oder weniger dauerhaft, im 17. Jahrhundert und ab 1844 bis Aufhebung des Syndicats auch drei Syndici. Entsprechend ist die Bezeichnung 1. Syndicus, 2. Syndicus und 3. Syndicus in den Quellen zu finden. Das Amt wurde zunächst auf Zeit vergeben, später dann aber dauerhaft. Oft endete das Amt wie bei den Bürgermeistern oder Ratsherrn erst mit dem Tod des Inhabers oder auch mit seiner Wahl zu einem der Lübecker Bürgermeister. Mit der Einführung der Gewaltenteilung in Lübeck wurde das Syndicat in Lübeck durch die Verfassungsänderung von 1851 zum Beginn des Jahres 1852 aufgehoben, die letzten Syndici wurden formal Senatoren der Stadt, durften sich jedoch weiterhin als Syndicus bezeichnen.
Die Syndici sind nicht zu verwechseln mit den Lübecker Ratssekretären, die als Stadtschreiber ebenfalls ausgebildete Juristen waren und denen mit Henricus de Brunsvic nachweislich seit 1242 die Führung der Geschäfte der Kanzlei des Rates oblag. Der erste Ratssekretär wurde in Lübeck in Anlehnung an den kaiserlichen wie vatikanischen Sprachgebrauch jeweils Protonotar genannt und war bereits 1361 als amtsältester Ratssekretär im Status notarius noster senior herausgehoben. Aus dem Amt des Registrators der Kanzlei entstand seit dem 16. Jahrhundert die Stelle des 3. (jüngsten) Ratssekretärs, der ab 1809 amtlich auch als Stadtarchivar bezeichnet wurde. Diesem oblag auch die Verantwortung für die Trese in der Lübecker Marienkirche.
In der Verwaltungstradition der hanseatischen Schwesterstädte als Stadtstaaten lebt der Hamburger Senatssyndicus bzw. der Syndicus der Freien Hansestadt Bremen in der Verwaltung heute noch im Amt des Staatsrates fort. Darüber hinaus hatte die Hanse in ihrer Spätzeit teilweise eigene Syndici als oberste Beamte und Sachwalter, ansonsten war einer der Lübecker Syndici in Personalunion auch gleichzeitig Syndicus der Hanse.